# Титинг
Титинг (њем. Titting) град је у њемачкој савезној држави Баварска. Једно је од 30 општинских средишта округа Ајхштет. Према процјени из 2010. у граду је живјело 2.658 становника. Посједује регионалну шифру (AGS) 9176164.

## Географски и демографски подаци
Титинг се налази у савезној држави Баварска у округу Ајхштет. Град се налази на надморској висини од 447 метара. Површина општине износи 71,1 km². У самом граду је, према процјени из 2010. године, живјело 2.658 становника. Просјечна густина становништва износи 37 становника/km².